# Hulsanhatti, Gangawati
Hulsanhatti là một làng thuộc tehsil Gangawati, huyện Koppal, bang Karnataka, Ấn Độ.